# Jægersborg Allé
Jægersborg Allé er en vejstrækning i Gentofte Kommune. Den blev anlagt i 1706 og blev således 300 år i 2006. Oprindeligt en kongelig vej som forbandt Jægersborg Slot med lystslottet Gyldenlund som blev senere ombygget og omdøbt til Charlottenlund Slot. Vejen blev delvis åbnet for offentlig trafik i 1829, men gratis adgang over hele strækningen fik man først da den sidste bom ved Strandvejen forsvandt den 1. maj 1913.
Vejen falder i tre dele:
- Hoved Alléen (eller Store Alléen) fra Gyldenlund til den gamle dæmning over Hundesøen og Søndersø ved det nuværende Lille Bernstorff i det nordvestlige hjørne af Bernstorffparken. Herfra er alléen fortsat til slotspladsen foran de nuværende kasernebygninger. De meste af Hoved Alléen går i lige linje langs Bernstorffparken og ud til Charlottenlund. Undervejs krydser den Bernstorffsvej, som blev anlagt i 1770.
- Blæsenborg Allé fra Jægersborg Slot mod vest ud til grænsen af slottets jorder ved Lyngbyvej. Dette var således "indkørslen" fra den gamle kongevej og den fortsatte lige ind gennem slottets Jægergård som fortsat ligger symmetrisk i forlængelse. Midt på Blæsenborg Allé lå en runddel som stadig er synlig. Den fungerede som samlingsplads ved jagterne.
- Svinget, som i modsætning til alléerne var alfarvej og som ledte rundt om slotsområdet på sydsiden. Den nuværende Meutegårdsvej er en del af den oprindelige strækning.

Alléerne hørte en lang overgang under statsskovvæsenet og Jægersborg Allé blev først samlet i begyndelsen af 1900-tallet da kommunen overtog vejene (alléerne i 1912 og Svinget i 1919). Der er efterfølgende udført store udvidelser af vejen som i dag er en af områdets hovedfærdselsårer, men undervejs har man måttet tage hensyn til den historiske beplantning af vejtræer.

## Eksterne links
- Jægersborg Allé på Lokalhistorisk arkiv for Gentofte

55°45′40.6″N 12°32′57.18″Ø / 55.761278°N 12.5492167°Ø